# Third Album
Third Album es el tercer álbum de estudio de la banda estadounidense The Jackson 5 lanzado por el sello Motown Records el 8 de septiembre de 1970. El disco incluyó cuatro sencillos consecutivos números uno en el conteo US pop charts, «I'll Be There», «Mama's Pearl», y las pistas tales como las semi-autobiográficas «Goin' Back to Indiana» y «Darling Dear». El álbum alcanzó el cuarto lugar en las listas de la revista Billboard y en la primera posición de los conteos de R&B, como también en Cashbox. Se lo consideró como uno los mejores esfuerzos y su álbum más vendido hasta la fecha. Con más de 6 millones de copias vendidas mundialmente. En algunos países se lo conoce como I'll Be There (アイル・ビー・ゼア?). Lindsay Planer del sitio Allmusic le dio a Third Album cuatro estrellas de cinco y opinó que el disco contiene «el peculiar sonido de Motown, ampliando lo suficiente de incorporar otras significantes influencias también». También dijo que algunos temas «son [...] giros útiles».

## Lista de canciones
1. «I'll Be There» (Berry Gordy, Jr., Bob West, Hal Davis, Willie Hutch) (grabado en junio–julio de 1970)  – 3:59
2. «Ready or Not Here I Come (Can't Hide from Love)» (Thom Bell, William Hart; DE The Delfonics) (grabado en junio de 1970) – 2:34
3. «Oh How Happy» (Charles Hatcher; de The Shades of Blue) (grabado en mayo de 1970)  – 2:16
4. «Bridge Over Troubled Water» (Paul Simon; de Simon & Garfunkel) (grabado en junio de 1970)  – 5:50
5. «Can I See You in the Morning» (Deke Richards) (grabado en 1970) – 3:03
6. «Goin' Back to Indiana» (The Corporation) (grabado en abril–mayo de 1970) – 3:32
7. «How Funky Is Your Chicken» (Lester Lee Carr, Richard Hutch & Willie Hutch) (grabado en abril–mayo de 1970) – 2:41
8. «Mama's Pearl» (The Corporation) (grabado en julio de 1970) – 3:09
9. «Reach In» (Beatrice Verdi) (grabadi en julio de 1970) – 3:28
10. «The Love I Saw In You Was Just a Mirage» (Smokey Robinson; de Smokey Robinson) (grabado en mayo de 1970) – 4:22
11. «Darling Dear» (George Gordy, Robert Gordy, Allen Story) (grabado el 24 de mayo de 1970) – 2:40

### Sesiones de grabación
- «Ask the Lonely»
- «Everybody Is a Star»
- «Darling Dear»
- «Never Can Say Goodbye»
- «One Day I'll Mary You»
- «After the Storm»
- «Petals»
- «Jamie»
- «Just a Little Misunderstanding»

### Relanzamiento
En 2001, Motown Records remasterizó todos los discos de la banda en una serie de «Dos álbumes clásicos/Un CD». El sello lo juntó con el álbum  Maybe Tomorrow (1971). Los bonus tracks fueron «Sugar Daddy» y «I'm So Happy».